# Miquel Llot de Ribera
Miquel Llot de Ribera (Clairà, 1555 — Lleida, 1607) va ser un frare dominicà i escriptor nord-català.

## Biografia
Va ser prior del convent de Perpinyà (1585), catedràtic de teologia fins al 1590 i, des de 1586, rector de la Universitat de Perpinyà. L'orde i, sembla, el rei espanyol Felip II, l'enviaren davant del Vaticà perquè fos postulador en la causa de canonització del dominic Ramon de Penyafort i amb aquest objecte n'escrigué una biografia, De laudabili vita (1595); quan l'església el proclamà sant, organitzà festes públiques que tingueren un cost de 25.000 escuts. En 1600 l'orde el nomenà mestre en teologia. Va ser regent d'estudis en els convents de Barcelona i Tortosa, i quan morí era prior del convent dominicà de Lleida.
Entre altres obres, publicà el Llibre de la translació i el Llibre dels miracles sobre unes relíquies conservades a la catedral de Perpinyà, on expressa el seu patriotisme en favor del Rosselló i enfront de França, tant pels atacs dels exèrcits francesos com per la introducció d'idees herètiques.

## Obres
- Michaelus Llot Ad S.D.N. Clementem VIII Pont. Maximvm. De laudabili vita & de Actis hactenus in Curia Romana pro canonizatione B.P.F. Raymvndi de Peniaforti enarratio Romae: ex typographia Dominici Giliotti, 1595
- Epitome sive collectio eorum omnium quae a Petro Lombardum sententiarum magistro in suos quatuor libris conscripta reperiuntur Perpinyà: Samsó Arbús, 1594
- Historia de la sanctissima reliquia del bras y mà esquerra de Sant Joan Baptista Perpinyà, 1570
- Llibre de la translatió[b] dels invencibles y gloriosos Martyrs de Iesu Chrrist SS. Abdon y Sennen y de la miraculosa aygua de la sancta Tumba del monestir de sanct Benet en la vila de Arles en lo comtat de Rosselló Perpinyà: Samsó Arbús, 1591 (reeditada 1808 i 1817)
- Llibre dels miracles que lo Senyor ha obrats per mitjà de la sanctíssima relíquia del gloriós sanct Joan Baptista Perpinyà: Samsó Arbús, 1590-1591
- Verdadera relación de la vitoria y libertad que alcançaron quatrocientos christianos captivos de Hazan Baxá, almirante y capitán general del mar del gran turco, con dos galeras suyas que levantaron Perpinyà: Samsó Arbús, 1591?
- Vida de la Soror María Raggi[c] del Tercer Orden de Santo Domingo Barcelona, 1606
- Vita venerabilis sororis Mariae Raggi et Mazzae Barcinone: ex aedibus duorum fratrum Angladas, 1606 (traduït contemporàniament a l'italià per fra Paolo Minerva de Bari Nápoles: G. Carlino e C. Vitale, 1617)